# Fabrice Moreau
Fabrice Moreau (Parigi, 7 ottobre 1967) è un ex calciatore camerunese, di ruolo centrocampista.

## Palmarès

### Club

#### Competizioni nazionali
- Campionato francese: 2

PSG: 1985-1986, 1993-1994
- Coppa di Francia: 1

PSG: 1994-1995
- Coppa di Lega francese: 1

PSG: 1994-1995